# Справедливий суд
Справедливий суд — американський кримінальний трилер 1995 року, режисером якого став Арне Глімчер, а в головних ролях — Шон Коннері та Лоренс Фішберн. Він заснований на однойменному романі Джона Катценбаха.

## Сюжет
У болотах Флориди знаходять по-звірячому вбиту дівчинку. У вбивстві звинувачують Боббі Ерла Ферґюсона. У той час людина, якій загрожує електричний стілець, знаходиться в камері смертників, але гарвардський професор Пол Армстронґ намагається ще раз розслідувати цей злочин.

## Акторський склад
- Шон Коннері — Пол Армстронґ
- Лоренс Фішберн — детектив Тенні Браун
- Кейт Кепшоу — Лорі Прентіс Армстронґ
- Блер Андервуд — Боббі Ерл Ферґюсон
- Ед Гарріс — Блер Салліван
- Крістофер Мюррей — детектив Ті Джей Вілкокс
- Рубі Ді — Еванджелін Ферґюсон
- Скарлетт Йоганссон — Кеті Армстронґ
- Даніель Дж. Траванті — наглядач
- Нед Бітті — Макнейр
- Кевін Маккарті — Філ Прентісс
- Гоуп Ленґ — Ліббі Прентіс
- Річард Ліберті — Чаплін